# Königin Olga von Württemberg (Winterhalter)
Das Porträt der Königin Olga von Württemberg ist ein Gemälde von Franz Xaver Winterhalter, dessen Verbleib nach einem Diebstahl unbekannt ist.

## Geschichte
Winterhalter porträtierte Königin Olga, die Landesherrin Württembergs, mehrfach. Unter anderem schuf er zwei jeweils etwa 1,50 Meter hohe Gemälde, die Olga und ihren Ehemann Karl I. zeigten. Das Bildnis der Königin hing ursprünglich in einem Katharinenstift. Pressemeldungen setzten dieses Stift mit dem Königin-Katharina-Stift in Stuttgart gleich, vermutlich handelte es sich jedoch um das 1870 unter König Karl mit einem Neubau versehene und 1968 abgerissene Katharinenstift in Bad Wildbad. Nach diesem Abriss wurde das Bild, zusammen mit dem Porträt Karls, auf dem Dachboden des Eberhardsbades in Wildbad eingelagert und schließlich in einen Abstellraum des Neuen Eberhardsbades überführt. Die Gemälde gerieten offenbar in Vergessenheit, bis 1986 festgestellt wurde, dass nur noch die originalen Rahmen in dem Abstellraum lagerten, aus denen die Leinwand fachmännisch herausgetrennt worden war. 
2006 wurde bekannt, dass bei Christie’s ein bislang unbekanntes Winterhalter-Porträt der Königin versteigert werden sollte. Hoffnungen, es handele sich dabei um das in Wildbad gestohlene Gemälde, zerschlugen sich jedoch sofort wieder, da es sich hier um ein Bild handelte, das Olga in privater Atmosphäre zeigte, wohingegen das Porträt, das einst im Katharinenstift gehangen hatte, offenbar eher für repräsentative Zwecke gemalt worden war. Zudem konnte die Herkunft des zu versteigernden Bildes – es stammte aus dem Haus Baden – lückenlos nachgewiesen werden und es war offenbar auch deutlich wertvoller als das vermisste Gemälde: Während Christie’s 2006 vorhatte, einen Einstiegspreis von 1 bis 1,5 Millionen Pfund anzusetzen, war der vermisste Winterhalter aus Wildbad in den 1980er Jahren nur auf etwa 20.000 DM geschätzt worden.

## Winterhalter-Porträts der Königin Olga

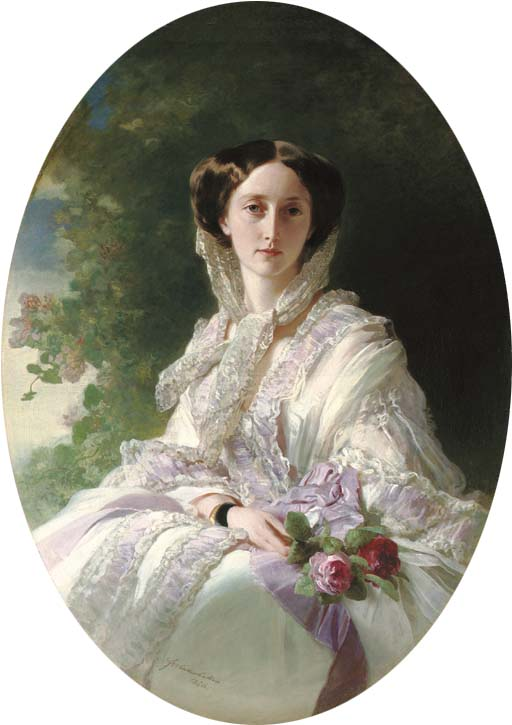
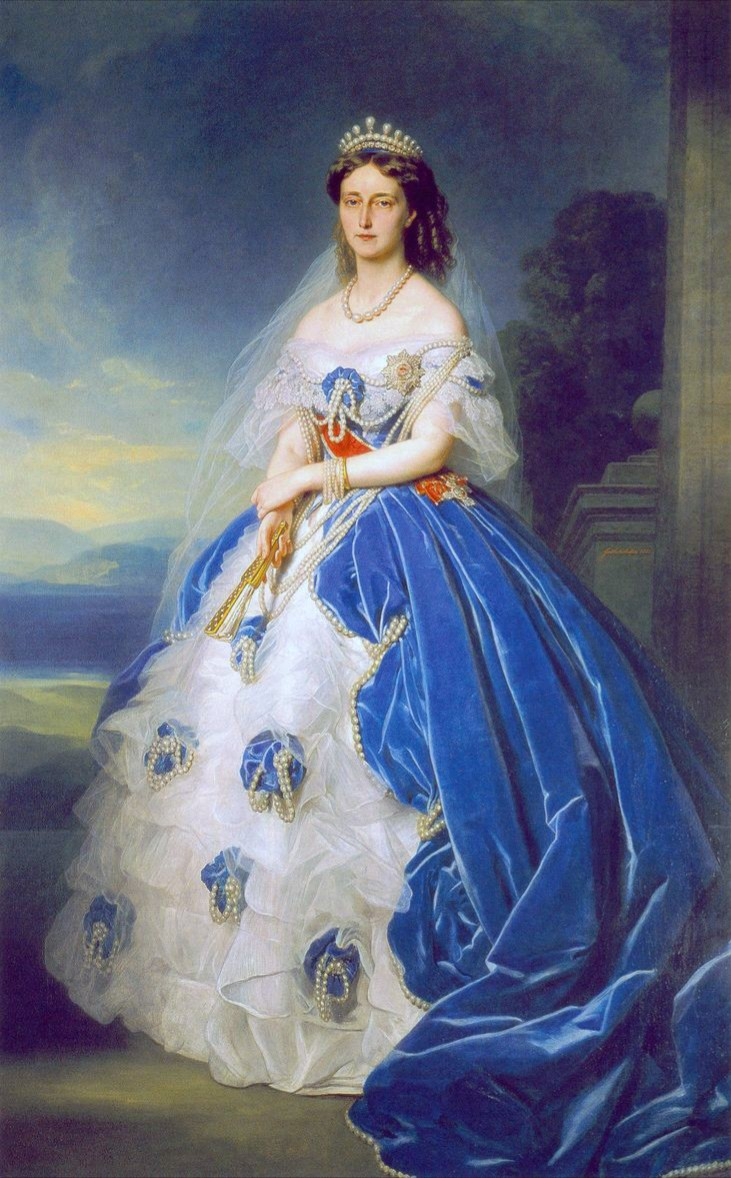
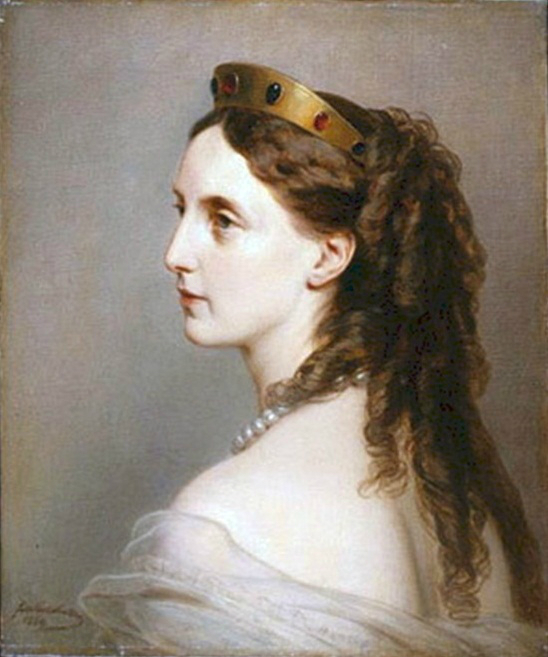